# Powerlifting ai XVI Giochi paralimpici estivi - 55 kg femminile
Le gare di powerlifting della categoria fino a 55 kg femminile ai XVI Giochi paralimpici estivi si sono svolte il 27 agosto 2021 presso il Tokyo International Forum.
La vincitrice è stata Mariana Shevchuk.

## Risultati
| Pos. | Atleta                | Peso (kg) | Sollevamenti (kg) | Sollevamenti (kg) | Sollevamenti (kg) | Sollevamenti (kg) | Risultato (kg) |
| Pos. | Atleta                | Peso (kg) | 1                 | 2                 | 3                 | 4                 | Risultato (kg) |
| ---- | --------------------- | --------- | ----------------- | ----------------- | ----------------- | ----------------- | -------------- |
|      | Mariana Shevchuk      | 53,44     | 125               | 128               | 133               | –                 | 125            |
|      | Xiao Cuijuan          | 54,00     | 118               | 124               | 126               | –                 | 124            |
|      | Besra Duman           | 54,84     | 117               | 124               | 126               | –                 | 124            |
| 4    | Camila Campos         | 54,57     | 111               | 115               | 117               | –                 | 115            |
| 5    | Najat El Garraa       | 54,04     | 108               | 108               | 111               | –                 | 111            |
| 6    | Châu Hoàng Tuyết Loan | 53,19     | 95                | 97                | 103               | –                 | 103            |
| 7    | Gihan Abdelaziz       | 53,54     | 96                | 100               | 100               | –                 | 100            |
| 8    | Wiunawis Hernández    | 53,66     | 93                | 96                | 97                | –                 | 97             |
| 9    | Mozah Alzeyoudi       | 52,72     | 76                | 80                | 84                | –                 | 80             |